# Lalendorf
Lalendorf is een gemeente in de Duitse deelstaat Mecklenburg-Voor-Pommeren, en maakt deel uit van de Landkreis Rostock.
Lalendorf telt 3.525 inwoners.
De gemeente bestaat uit de volgende 25 Ortsteile:
- Alt Krassow
- Bansow
- Bergfeld
- Carlsdorf
- Dersentin
- Friedrichshagen
- Gremmelin
- Klaber
- Krevtsee
- Lalendorf  zelf
- Langhagen, circa 10 km ten ZO van Lalendorf
- Lübsee
- Mamerow
- Neu Krassow
- Neu Zierhagen
- Niegleve
- Nienhagen
- Raden
- Reinshagen
- Roggow
- Rothspalk
- Schlieffenberg, helemaal in het noorden van de gemeente
- Tolzin
- Vietgest
- Vogelsang
- Wattmannshagen.

Neu Zierhagen, bij Schlieffenberg, komt in 2024 niet meer voor op de lijst van Ortsteile als vermeld op de gemeentewebsite. Vermoedelijk woont er niemand meer.

## Geografie en infrastructuur

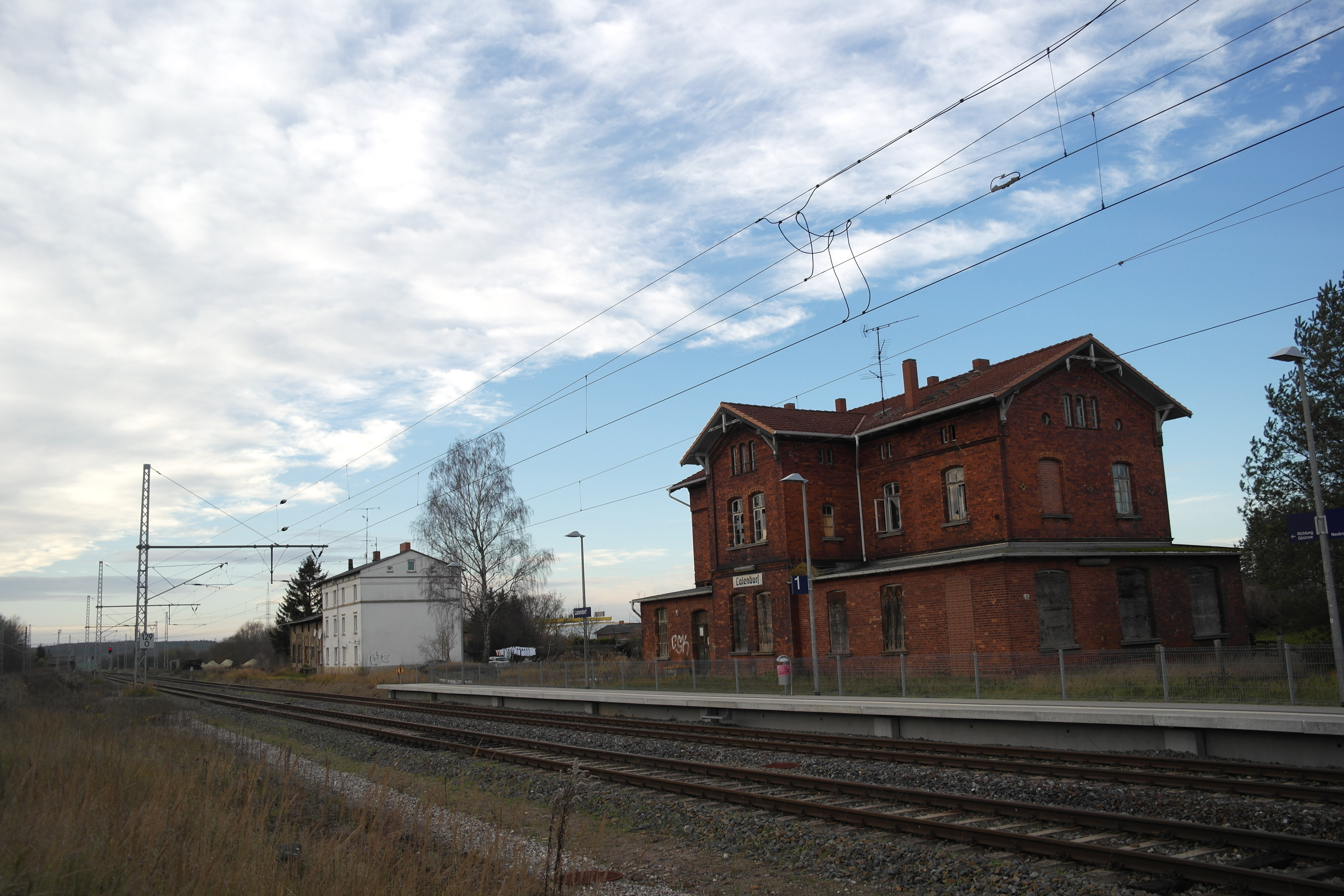
Station Lalendorf
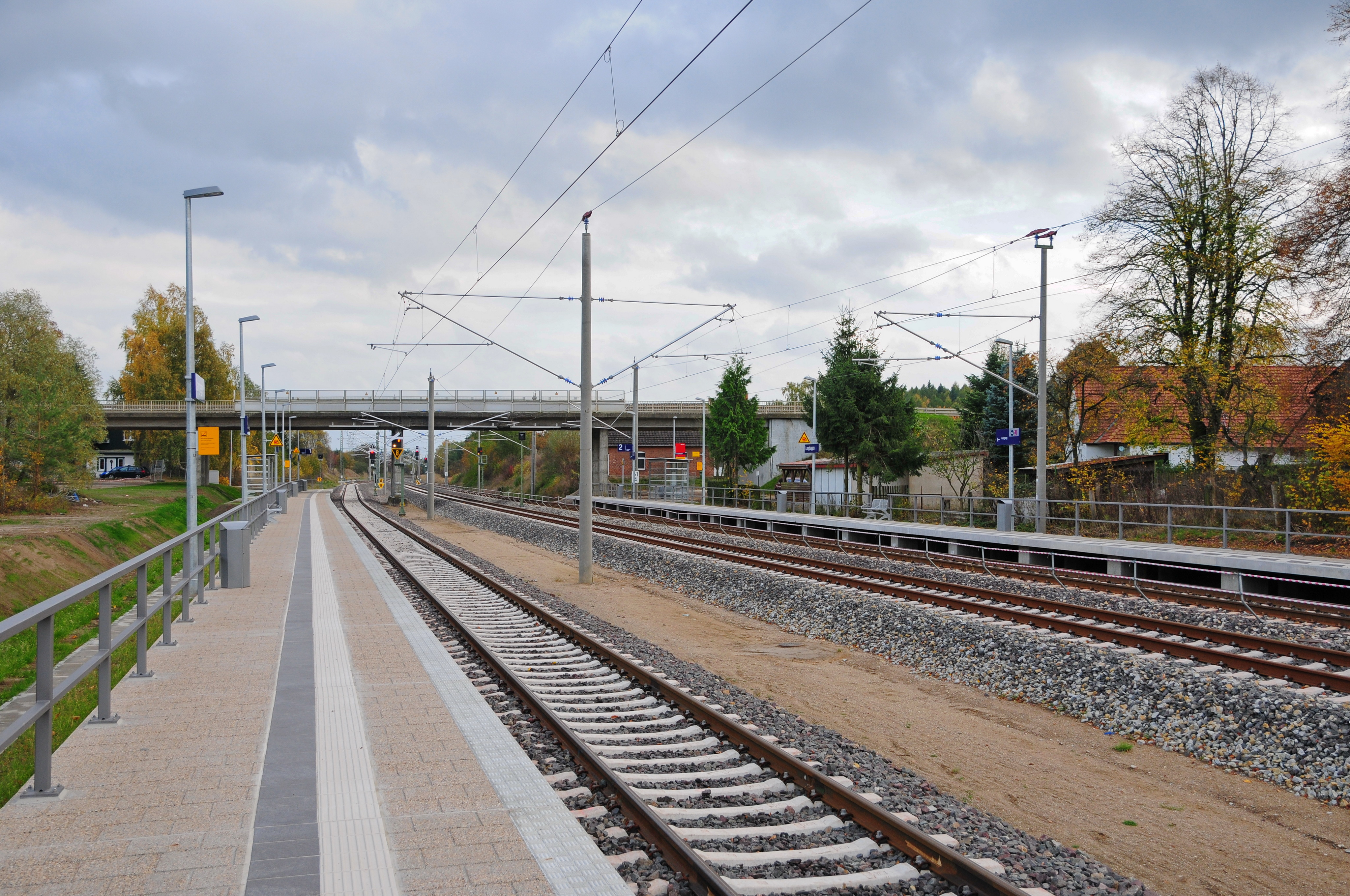
Station Langhagen
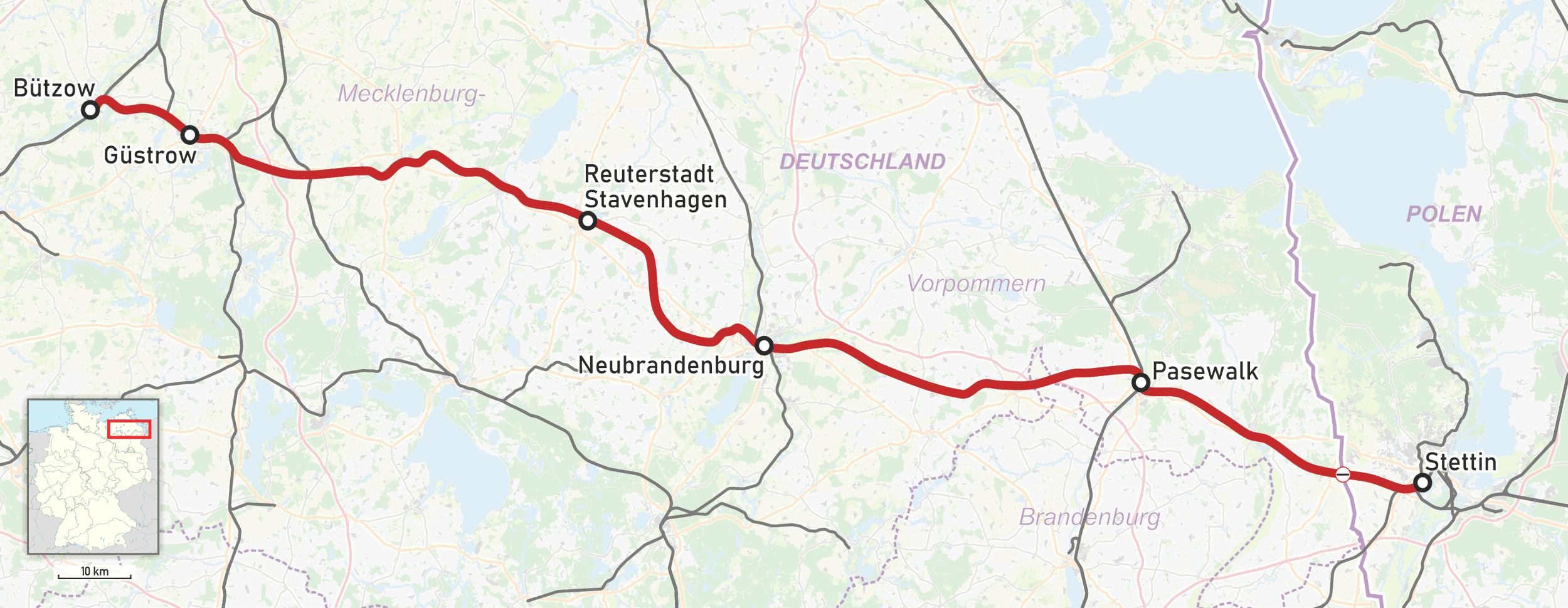
Kaart spoorlijn Bützow-Stettin

De Bundesstraße 104 loopt door Lalendorf. De Autobahn A19 heeft haar afrit nummer 13 op 12 km ten oosten van  Güstrow (stad) en 6 km  ten westen van het dorp Lalendorf. Afrit 14 van deze zelfde Autobahn, bij het dorpje Kuchelmiß, ligt 3 km ten westen van Langhagen.
Lalendorf ligt aan de westelijke uitlopers van de Mecklenburgische Schweiz in de  Mecklenburgische Seenplatte, een merengebied in het noordoosten van Duitsland. De gemeente ligt tussen de steden Güstrow, Teterow, Laage en Krakow am See. De gemeente  heeft een oppervlakte van 140 km², waarmee het de grootste gemeente is in het Amt Krakow am See.
Door de gemeente loopt de  spoorlijn Neustrelitz - Warnemünde, waaraan Langhagen een station heeft.
Een andere spoorlijn,  tussen Bützow en de Poolse  stad Szczecin (vóór 1945: Stettin), doet het in 1864 in gebruik genomen station van Lalendorf aan, 30 km ten oosten van Station Bützow.

## Economie
De gemeente bestaat voornamelijk van het toerisme naar het omliggende merengebied. 
Op enkele locaties vindt industriële grind- en zandwinning plaats.
De agrarische sector,  inclusief  de fok van edele rijpaarden, is teruggelopen sinds 1990, maar zeker nog niet zonder betekenis. 

## Geschiedenis

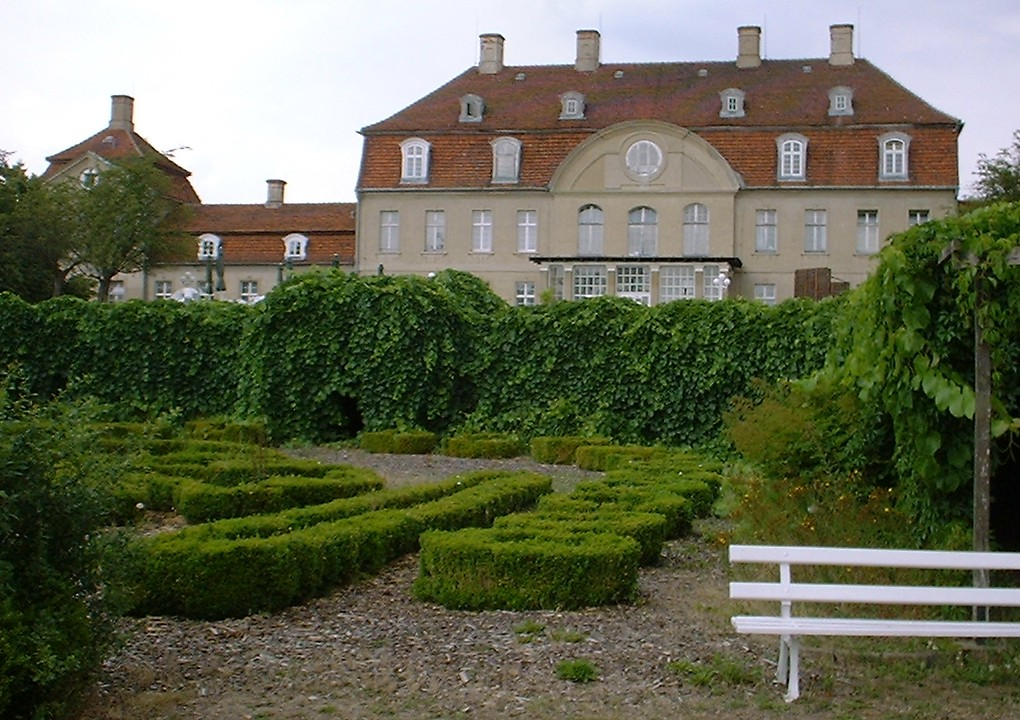
Schloss  Vietgest (1793) , tegenwoordig hotel en locatie van muziekevenementen
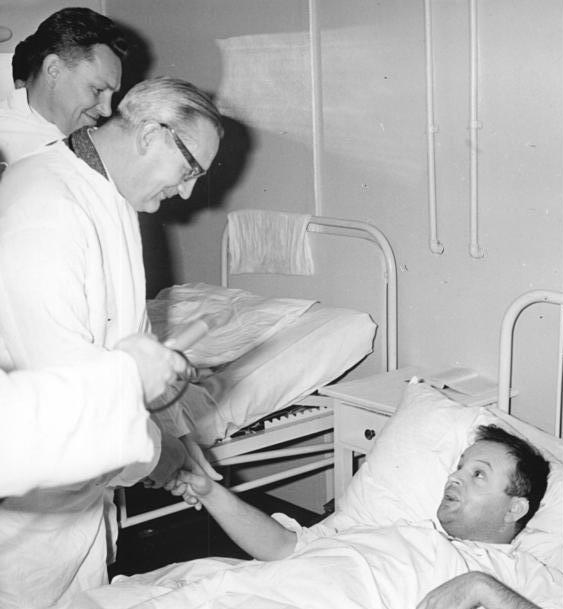
DDR - minister Max Sefrin bezoekt gewonden van het treinongeluk van Langhagen (1964) in het ziekenhuis

In het gebied woonde in het Neolithicum reeds mensen. Dat blijkt uit enkele bewaard gebleven hunebedden, opgeworpen door dragers van de Trechterbekercultuur (3200-2500 v. Chr.). Bij Lalendorf is een grafveld uit de 1e eeuw van de jaartelling ontdekt en archeologisch onderzocht; tot welk volk degenen behoorden, die dit grafveld aanlegden, is onduidelijk gebleven.
De gemeente bestaat uit in het algemeen kleine plattelandsdorpen. Veel dorpen werden vanaf de 18e of vroege 19e eeuw gedomineerd door voorname landhuizen, bewoond door meestal adellijke families. Zo verwierf heer George Willem van Schaumburg-Lippe (1784-1860)  in 1841 Schloss Vietgest.
In 1945, aan het eind van de Tweede Wereldoorlog, werd het gebied veroverd door het Rode Leger van de Sovjet-Unie. Het communistische regime van de SBZ onteigende alle grootgrondbezit van de Junkerfamilies al in 1945 of 1946. Daarna , in de DDR (1949-1990), werd dit in het algemeen boerenland. De landhuizen werden appartementencomplexen,  instellingen voor onderwijs, gezondheidszorg of vakantieverblijf op socialistische grondslag. Enkele fungeerden als hotel of museum.
Bij Station Langhagen is twee keer een ernstig treinongeval gebeurd:
- Op 29 december 1941 botste een militaire trein van de Wehrmacht op twee locomotieven. Daarbij vielen 27 doden en 33 gewonden.

- Op 1 november 1964 botste een vanuit Berlijn komende sneltrein op een met duizend ton grind geladen goederentrein. Deze ramp kostte 44 mensen het leven, en er vielen 70 gewonden. De treinbestuurder en de stoker van de goederentrein, die het ongeluk hadden overleefd, werden door een rechtbank later zwaar bestraft wegens grove nalatigheid.

Na de Duitse hereniging in 1990 zijn enkele landgoederen gerestaureerd of, vaak door telgen van de adellijke geslachten, die ze vóór  1945 bezaten, als privé-woonverblijf of hotel  in gebruik genomen. 

### Herindelingen
De toenmalige gemeenten Mamerow en Vietgest werden op 1 juli 2001 onderdeel van Lalendorf. Wattmannshagen kwam op 1 januari 2004 bij de gemeente en op 25 mei 2014 werd Langhagen in de gemeente Lalendorf opgenomen.

## Bezienswaardigheden
- Enige bossen in de gemeente lenen zich voor, ook langere, wandelingen.
- De gemeente ligt in het vooral voor watersport- en natuurliefhebbers toeristisch aantrekkelijke gebied Mecklenburger Merenplateau. In enkele dorpen zijn grote campings of kleine hotels  aanwezig.
  - Ten westen van het dorp liggen de meertjes Tiefer en Flacher Ziest.
  - Ten noordoosten van Lalenburg ligt het meertje Radener See.
- Van de oude landgoederen zijn de kasteelachtige landhuizen  doorgaans niet voor bezichtiging opengesteld. Enkele van de na 1990 herstelde parken of kasteeltuinen kunnen wel worden bezocht.
- Enkele dorpjes in de gemeente beschikken nog over een bezienswaardig, evangelisch-luthers kerkje; zie onderstaande afbeeldingen.

## Afbeeldingen

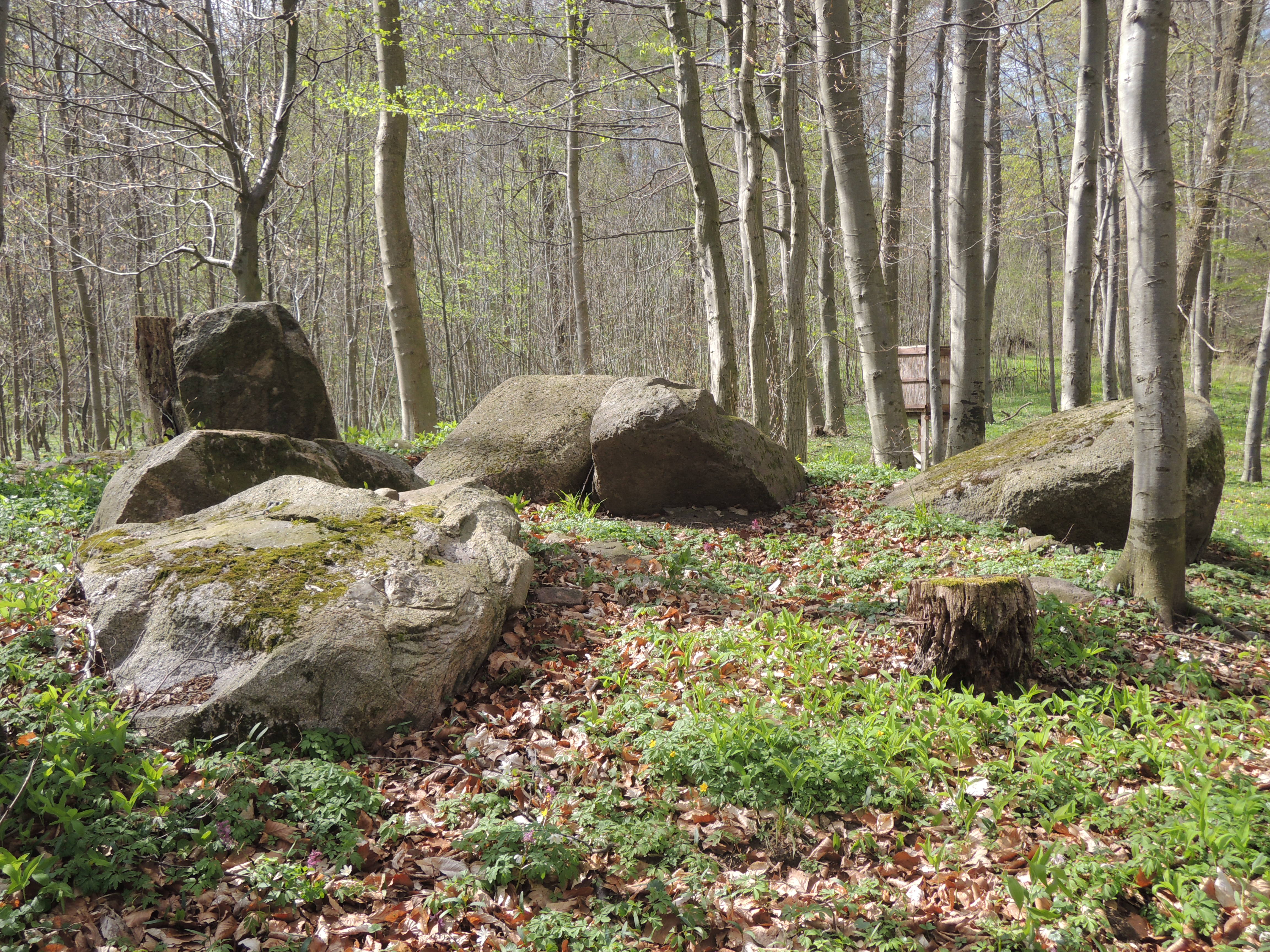
Hunebed Vogelsang, bij Mamerow
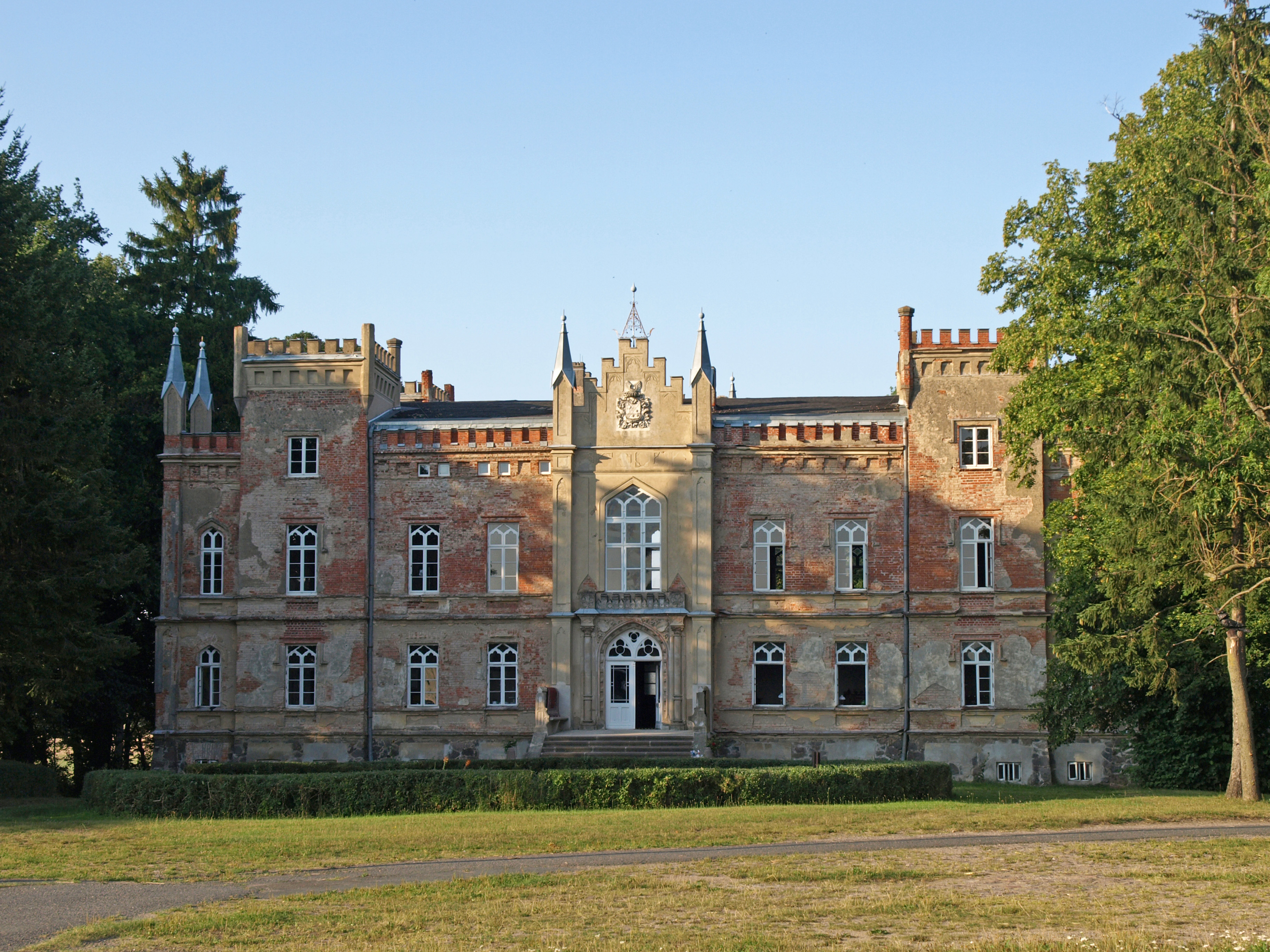
Landhuis Vogelsang (ca. 1884)
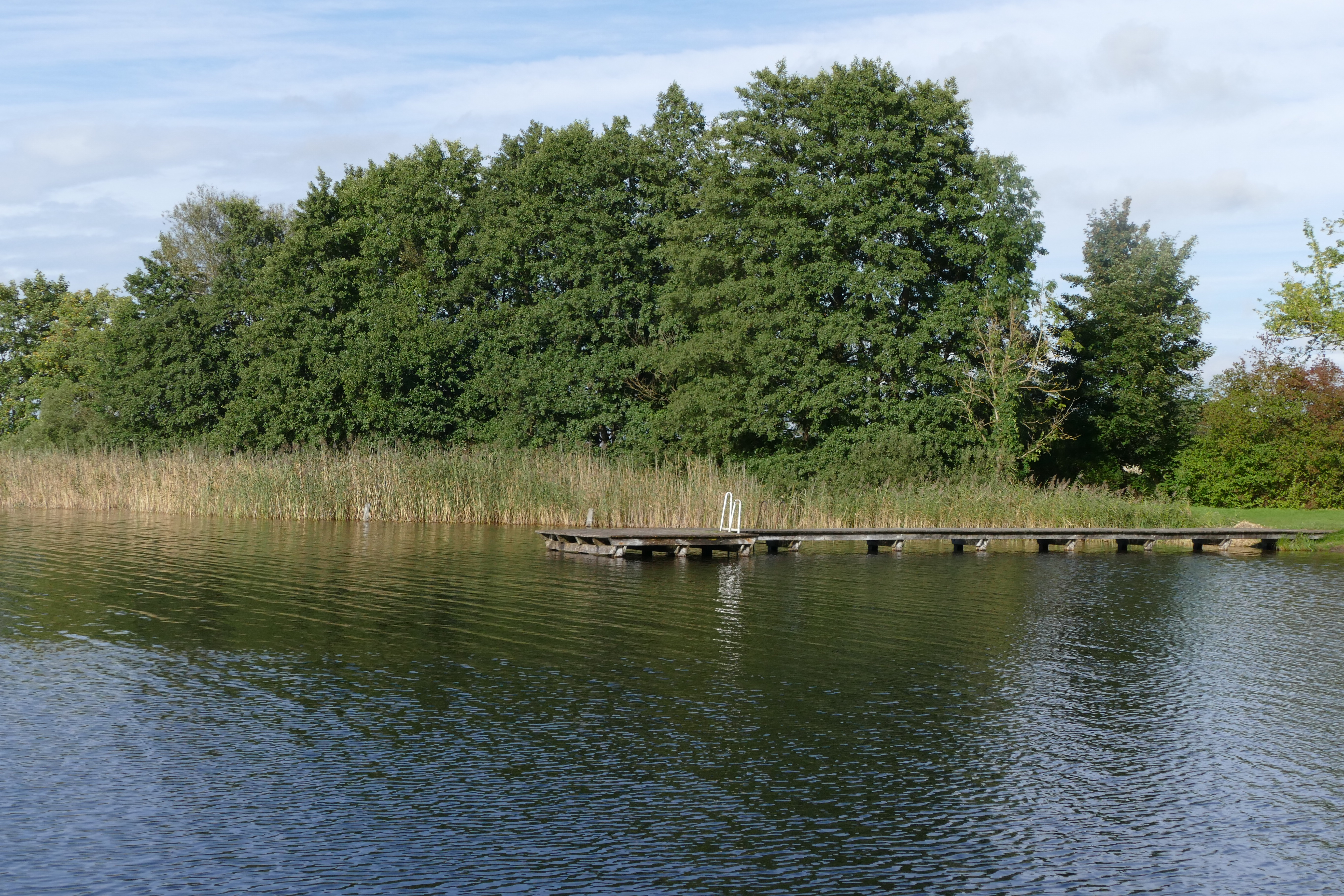
Het meertje Tiefer Ziest
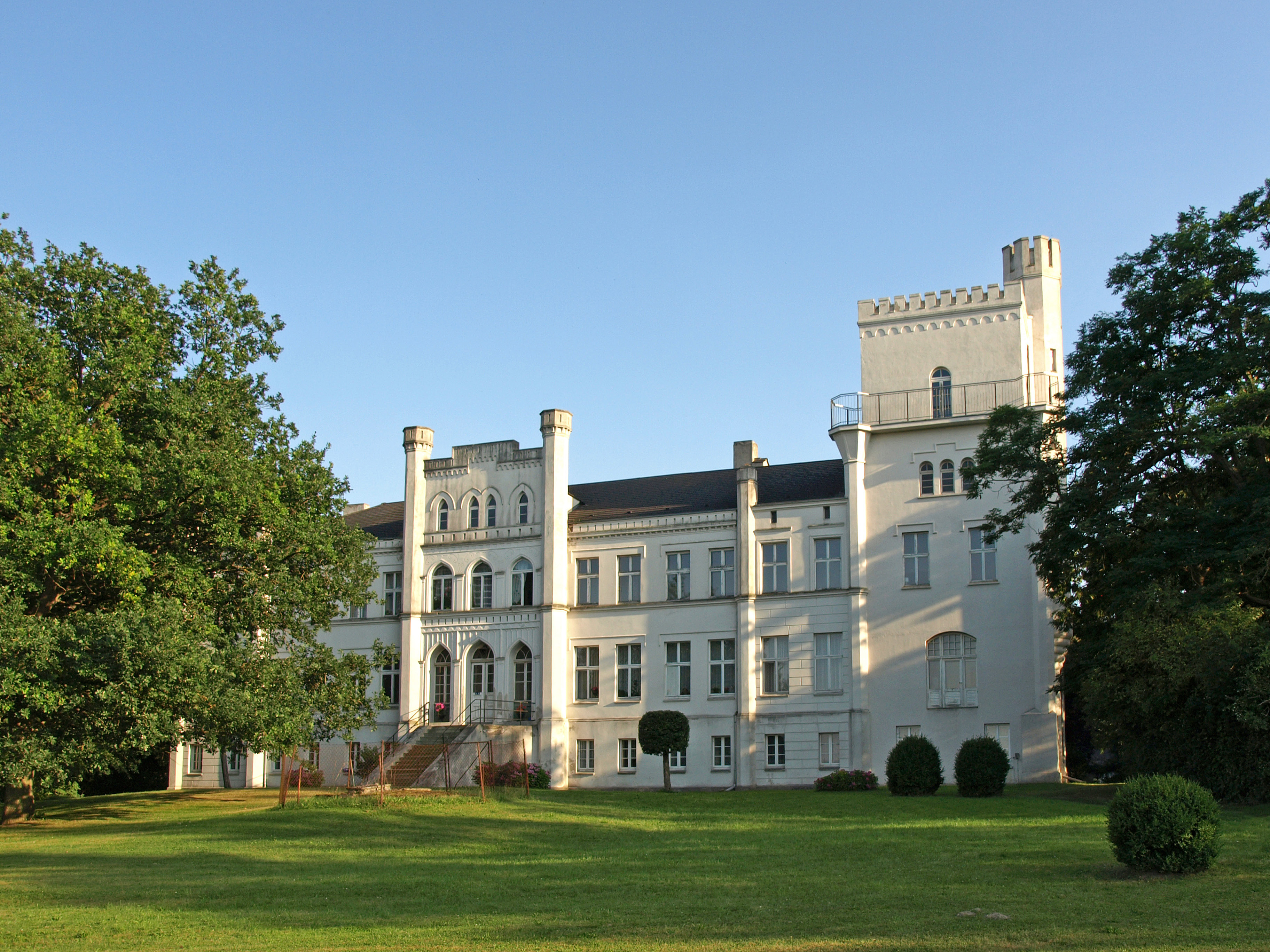
Landhuis Schloss Bansow
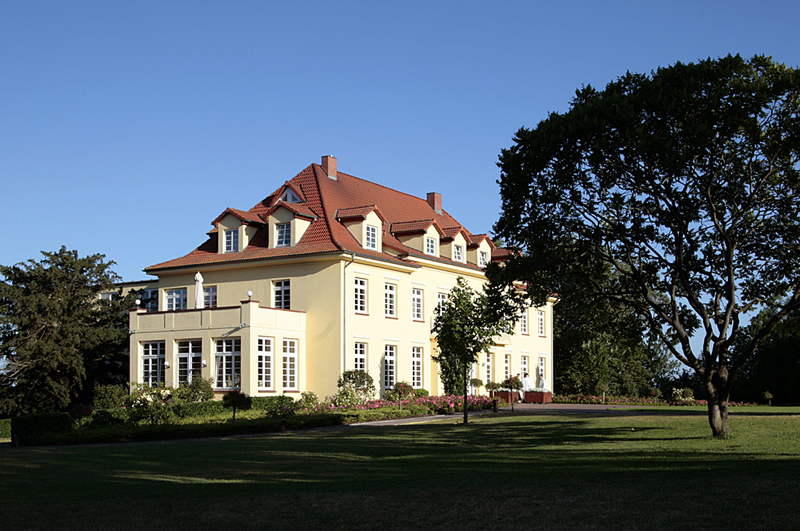
Landhuis Gremmelin (congrescentrum)
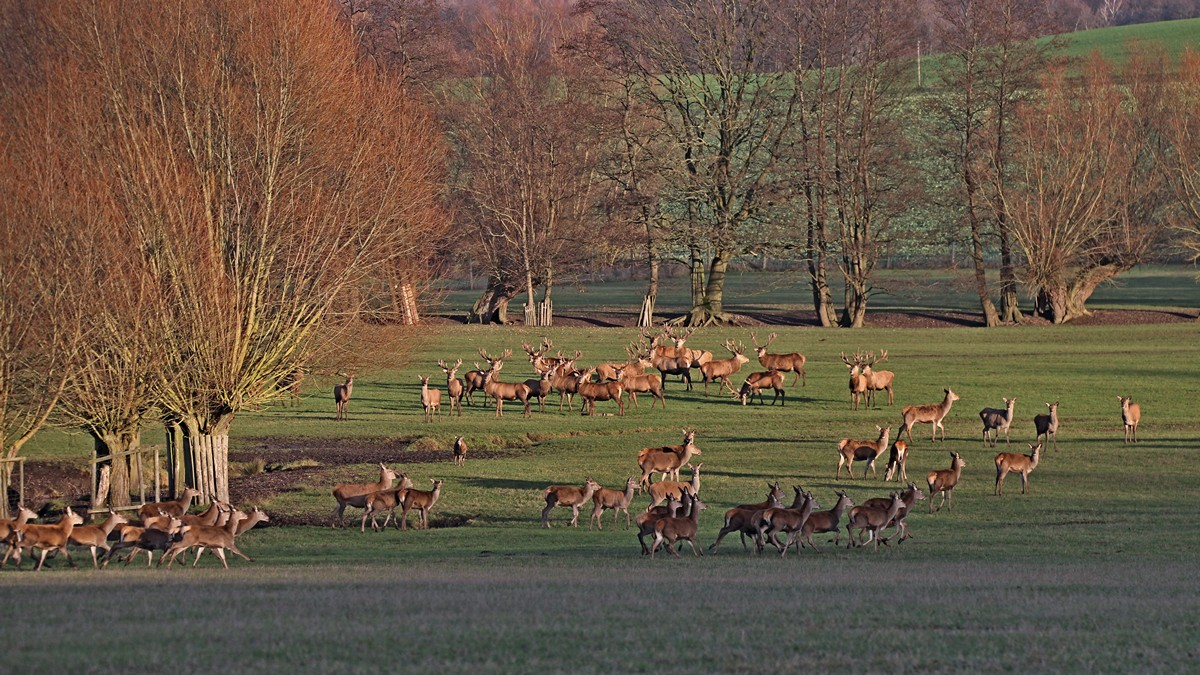
Hertenpark Mamerow
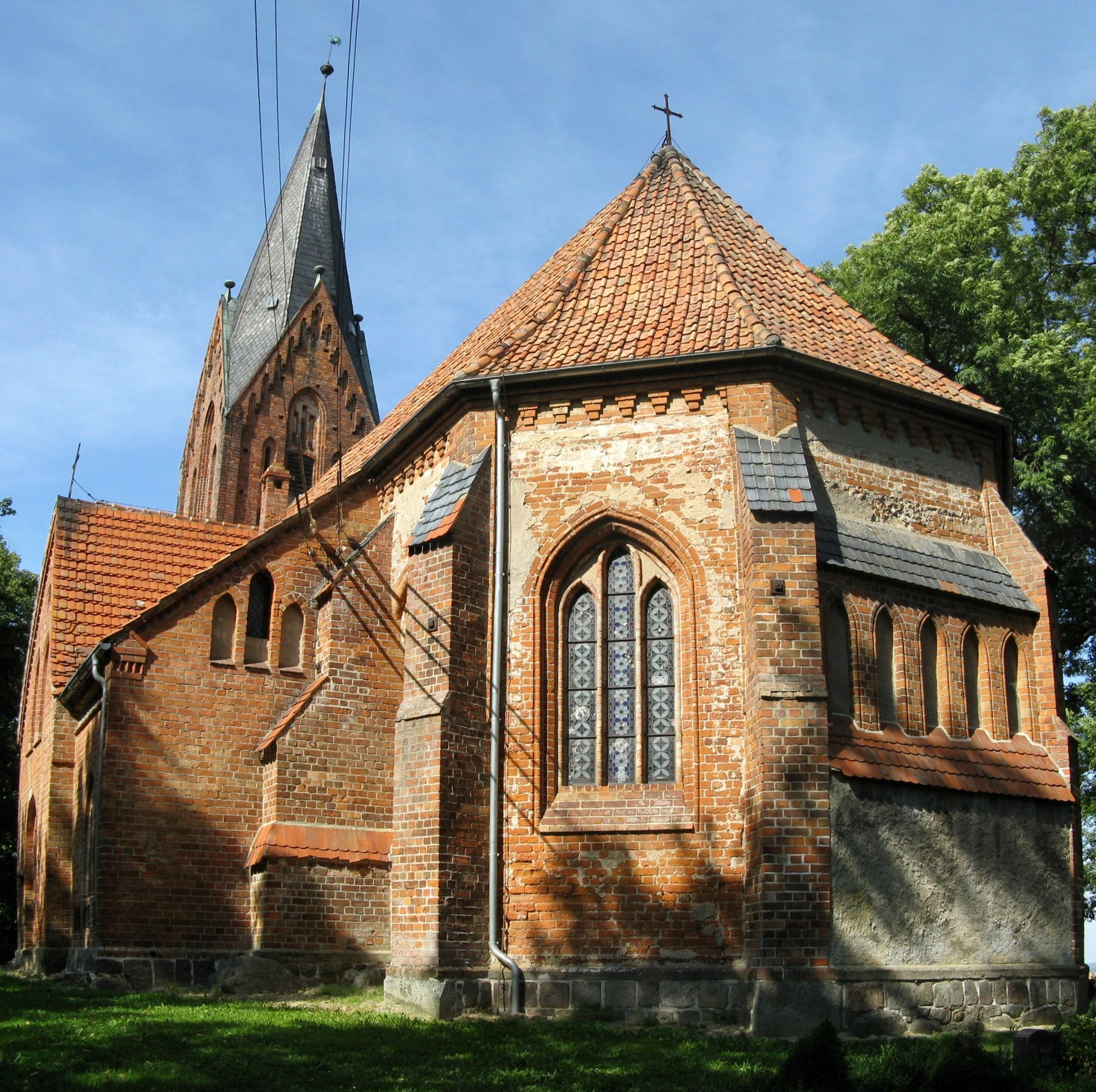
Dorpskerkje te Klaber
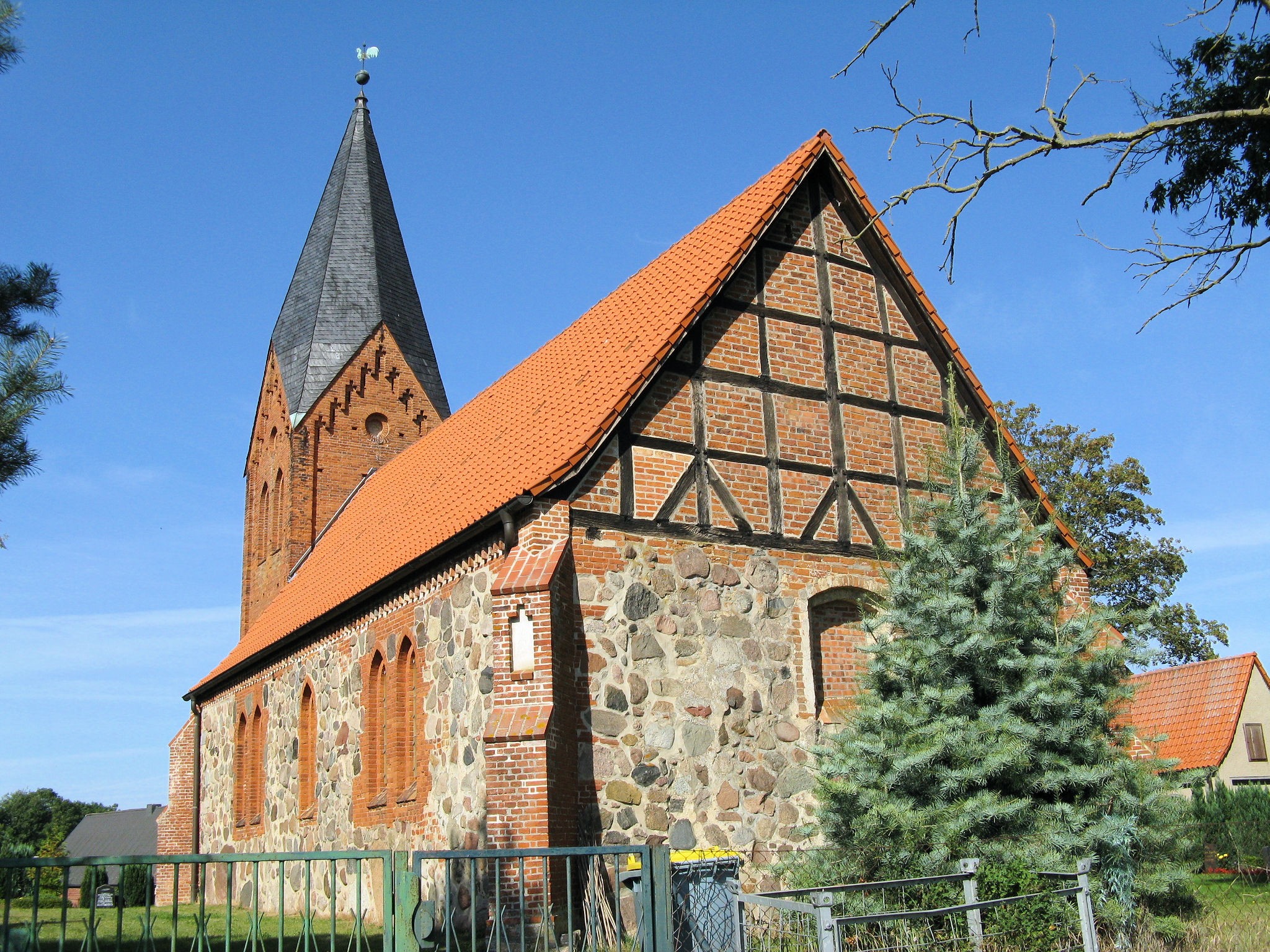
Kerkje te Lübsee
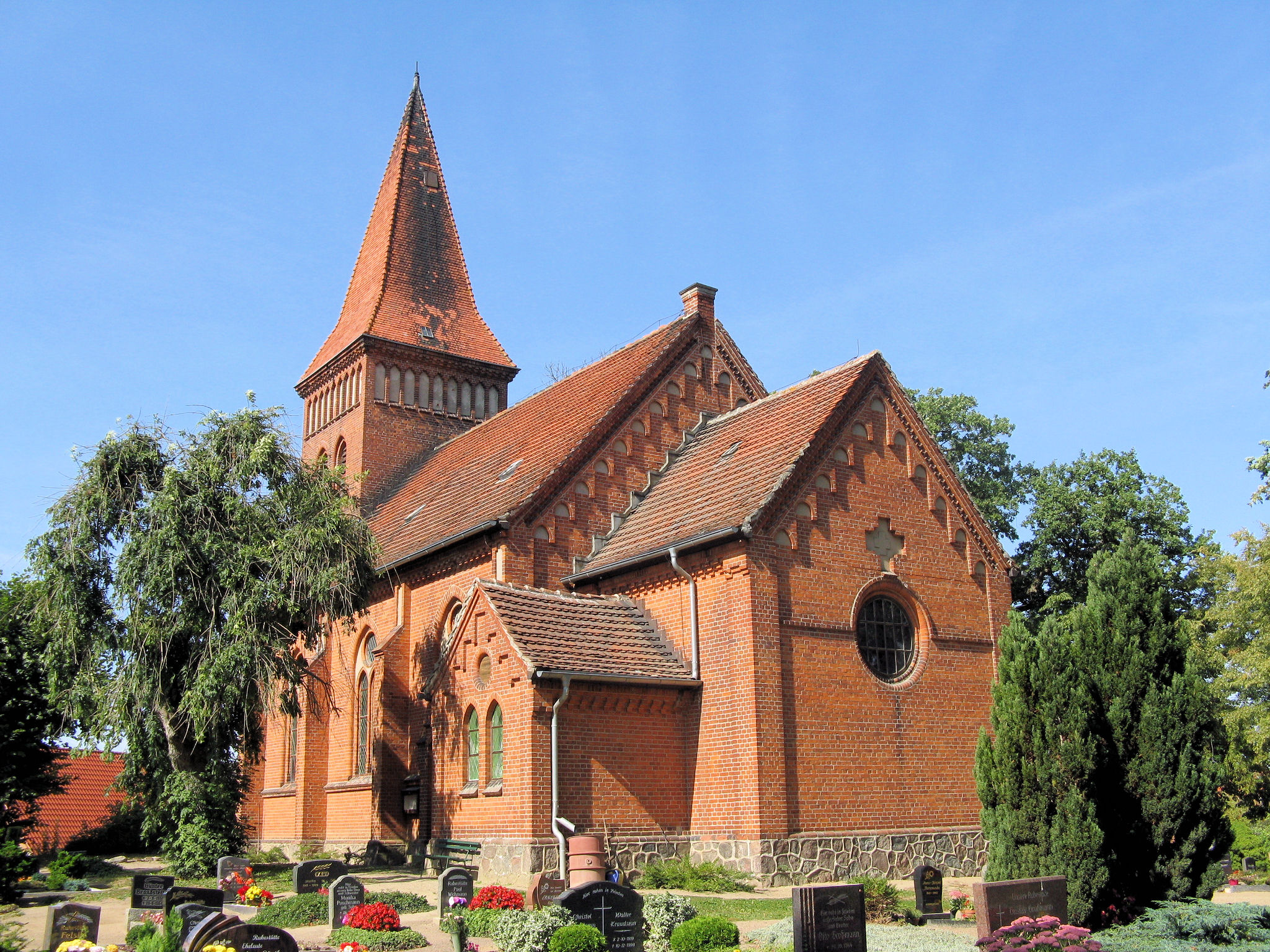
Dorpskerk van Langhagen
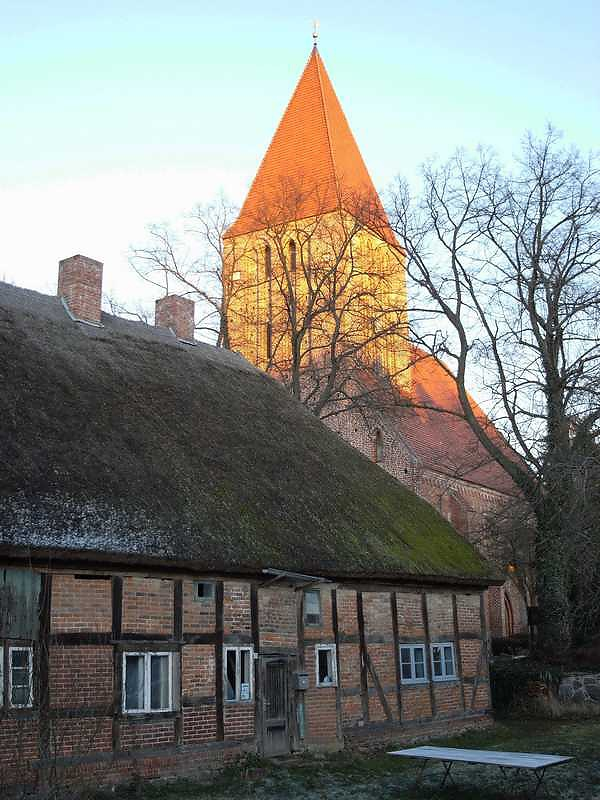
Kerkje (ca. 1282) en vakwerkhuis te Reinshagen
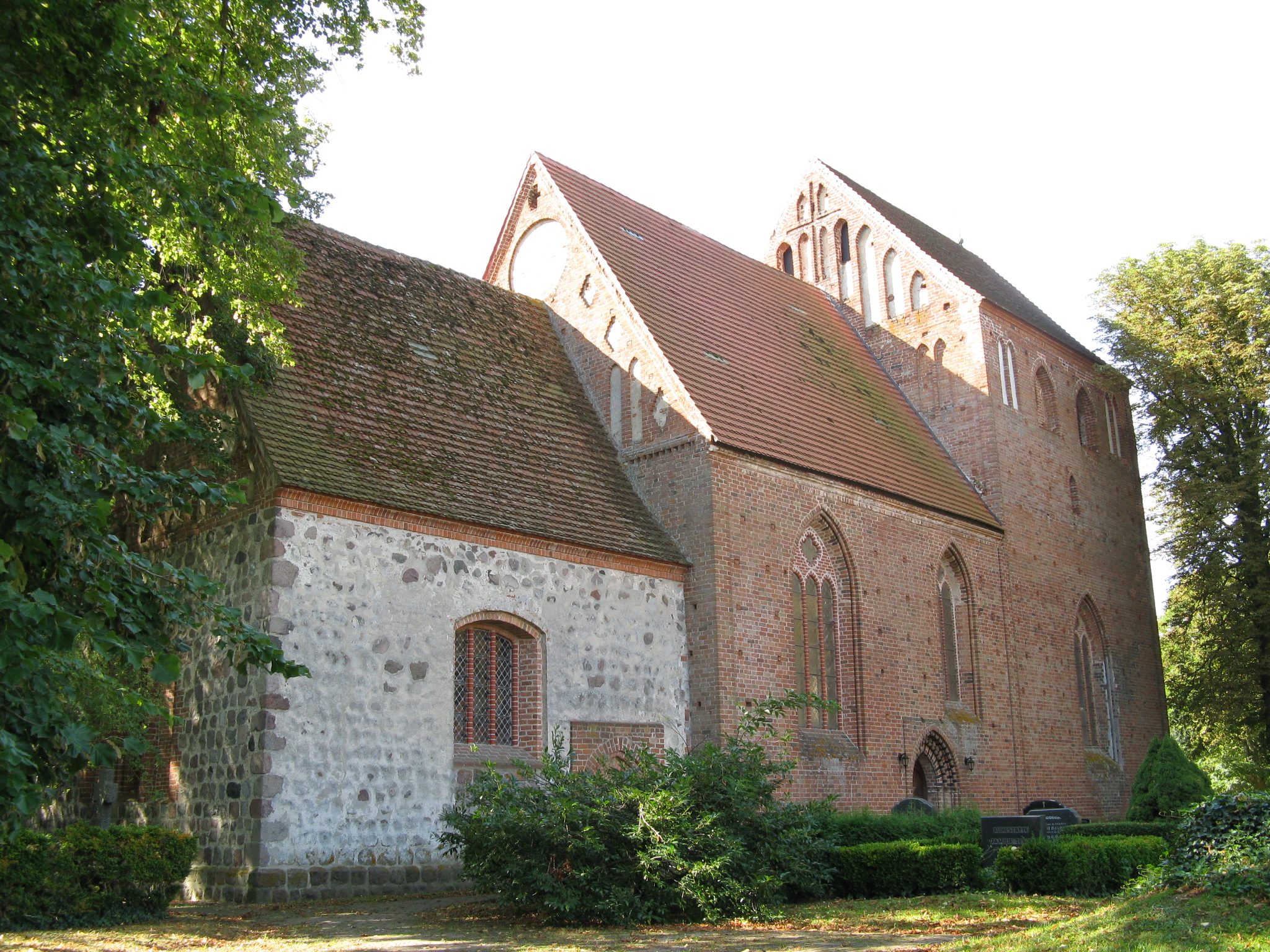
Kerkje te Wattmannshagen (1260-1290; in 1860 grondig gerenoveerd)
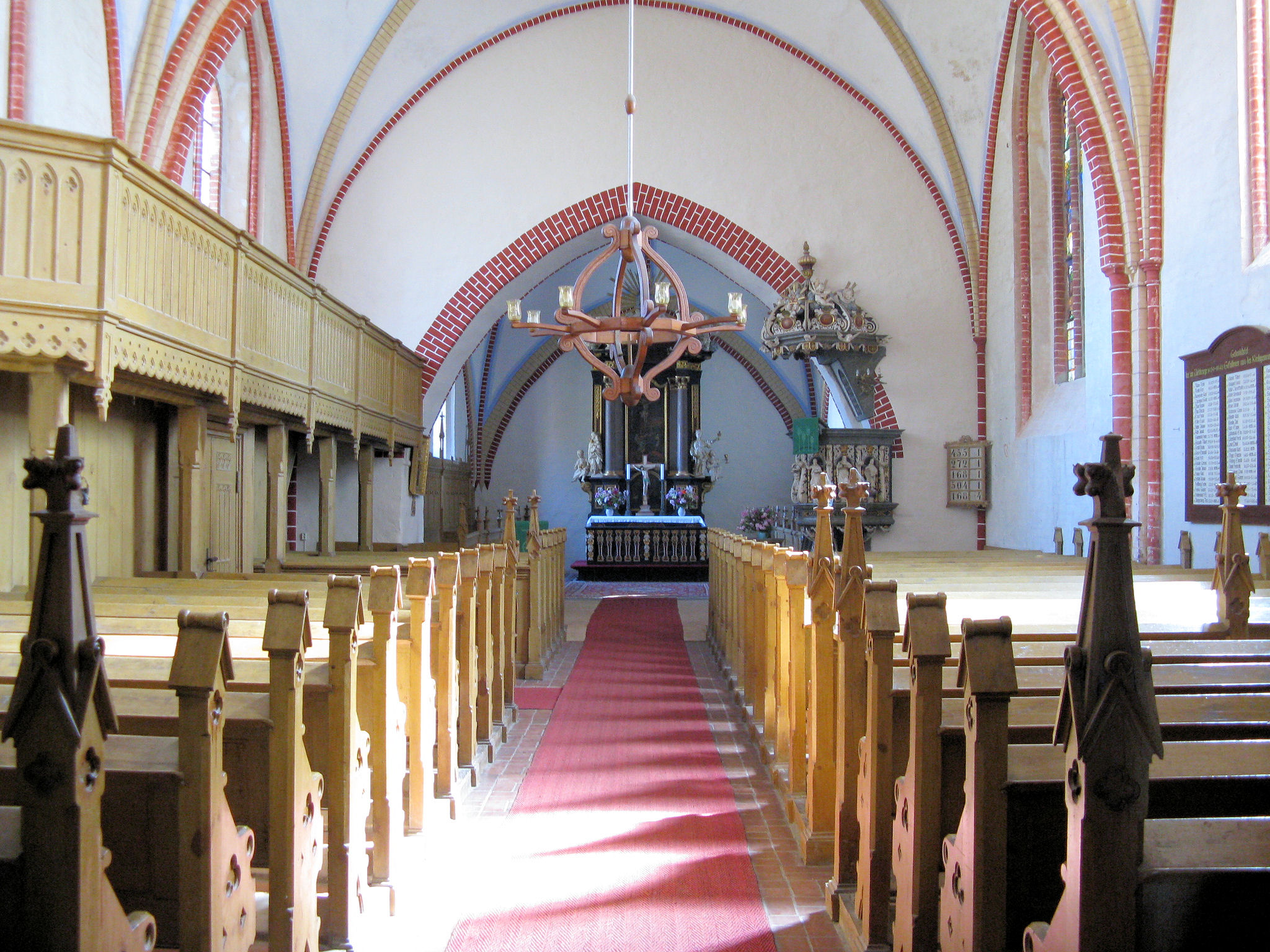
Interieur van dit kerkgebouw